# Josip Burušić
Josip Burušić (1969.) hrvatski psiholog, sveučilišni profesor.

## Životopis
Osnovnu i srednju školu završio je u Modriči. Studij psihologije završio je 1995. godine na Filozofskom fakultetu Sveučilišta u Zagrebu. Poslijediplomski znanstveni studij psihologije završio je 1999. na Odsjeku za psihologiju Filozofskog fakulteta Sveučilišta u Zagrebu. Doktorat znanosti stekao je 2003. godine na Filozofskom fakultetu Sveučilišta u Zagrebu.
Od listopada 1995. godine radi na Institutu društvenih znanosti Ivo Pilar. U zvanje asistenta izabran je 1999. godine, u zvanje višeg asistenta 2003. godine. U zvanje znanstvenog suradnika izabran je 2005. godine, a u zvanje višeg znanstvenog suradnika izabran je 2009. godine. Od 2013. godine izabran je u najviše zvanje znanstvenog savjetnika. Izabran je u znanstveno-nastavno zvanje redovitog profesora u području društvenih znanosti, polju psihologije, te u nastavno zvanje profesora visoke škole u znanstvenom području ekonomije. 
Na Institutu društvenih znanosti Ivo Pilar obavlja dužnost voditelja funkcionalnog Centra za istraživanje znanja, obrazovanja i ljudskog kapitala od 2009. do 2014. godine. Od studenoga 2014., postao je član Znanstvenog centra izvrsnosti za školsku efektivnost i školski menadžment, gdje je voditelj Istraživačke jedinice za školsku efektivnosti.
Akademske godine 1996./1997. boravio je kao istraživač na Psihologijskom institutu Sveučilišta u Kölnu.

### Aktivnosti i dužnosti
- Član je Područnog vijeća za društvene znanosti u Republici Hrvatskoj (od 2013. do danas).
- Voditelj je povjerenstva i predstavnik znanstvene zaklade Njemačke biskupske konferencije (KAAD) za područje Republike Hrvatske (drugo mandatno razdoblje, mandat od 2014. do 2018.).
- Voditelj tima zaduženog za konceptualizaciju i razvoj modela vanjskoga vrednovanja osnovnih škola u Republici Hrvatskoj (2007. do 2009.)
- Voditelj tima zaduženog za osmišljavanje modela iskazivanja postignuća osnovnih škola i postignuća učenika osnovnih škola u Republici Hrvatskoj (2009.)
- Voditelj tima zaduženog za informiranje škola o postojećim školskim postignućima (2009.)
- Voditelj tima zaduženog za osposobljavanje učitelja i ravnatelja škola za provođenje postupaka vanjskoga vrednovanja u osnovnim školama te osposobljavanje stručnih radnih skupina i ocjenjivača ispita u vanjskom vrednovanju (2007. do 2009.)
- Voditelj skupine i autor prijedloga Programa preddiplomskog i Diplomskog studija psihologije na Hrvatskim studijima Sveučilišta u Zagrebu (2003. do 2005.)
- Voditelj povjerenstva Znanstvenog vijeća Instituta društvenih znanosti Ivo Pilar za izradu prijedloga doktorskog studija iz područja obrazovanja (2011. do 2012.)
- Član Skupine za izradu novih programa Preddiplomskog i Diplomskog studija psihologije na Hrvatskom katoličkom sveučilištu i jedan od autora programa studija psihologije (2005. do 2008.)
- Član koordinacije svih studija i Odsjeka za psihologiju u Republici Hrvatskoj za izradu novih programa Preddiplomskih i Diplomskih studija psihologije usklađenih s „bolonjskom deklaracijom“.
- Predstavnik Republike Hrvatske u COST području ISCH, gdje je imao status eksperta-evaluatora (2010. – 2014.).
- Član Povjerenstva za stručno usavršavanje psihologa HPK (do 2012)

### Stipendije, nagrade
Tijekom studija bio je stipendist Republike BiH (1989. – 1992.), zatim Sveučilišta u Zagrebu (1993. – 1994.), a dobitnik je i Studentske nagrade Sveučilišta u Sarajevu (1991.), te Rektorove nagrade Sveučilišta u Zagrebu (1995). Bio je nominiran od strane Instituta društvenih znanosti Ivo Pilar za dodjelu državne nagrade za znanost za značajno znanstveno dostignuće za znanstvenu knjigu o fenomenu samopredstavljanja (2007 godine) te od iste ustanove ponovna nominacija 2013. godine, za dodjelu državne nagrade za znanost za značajno znanstveno dostignuće u području istraživanja školskih postignuća (nominacija zajedno s članovima istraživačkog tima dr. sc. Toni Babarović i dr. sc. Marijom Šakić Velić).

### Članstva
Član je Etičkog povjerenstva Poliklinike SUVAG (od 2014. do danas). Član je Hrvatskog psihološkog društva, European Educational Research Association (EERA), i The American Educational Research Association (AERA).

### Nastavni angažman
Sudjeluje u sveučilišnoj nastavi na Hrvatskim studijima Sveučilišta u Zagrebu od 1998. godine do danas. Nositelj je i profesor na predmetima iz Psihologije ličnosti, kvantitativne istraživačke metodologije i psihologije menadžmenta. 
Na Zagrebačkoj školi ekonomije i menadžmenta (ZSEM) sudjeluje u nastavi od 2006. godine gdje je nositelj i profesor na kolegijima Organizacijskog ponašanja te Mjerenje učinika zaposlenika i nagrađivanja.
U sklopu nastave obavljao je i rukovodeće dužnosti vođenja studijskih odjela i programa te je bio aktivni član u transformacijama studijskih programa, izradi novih studijskih programa, uvođenju sustava osiguranja kvaliteta te provođenju vrednovanja kvalitete studijskih programa i nastave.

### Javni angažman
Nastupa u javnim medijima, piše autorske tekstove, osvrte i komentare posebice u kontekstu pitanja efektivnosti obrazovnog sustava, socijalnih nejednakosti u obrazovanju, osiguranje kvalitete obrazovnog i drugih javnih sustava te vezano uz pojedina stručna pitanja učinkovitosti i kvalitete obrazovanja.

## Djela
- "Samopredstavljanje: taktike i stilovi",  Naklada Slap, Jastrebarsko, 2007.